# 柏林庄街道
柏林庄街道，是中华人民共和国山東省烟台市莱阳市下辖的一个乡镇级行政单位。

## 行政区划
柏林庄街道下辖以下地区：
柏林庄村、鞠家沟村、转曲莲村、桑家夼村、焦家店村、黄花沟村、北小平村、北侯家夼村、南小平村、北李家庄村、柳古庄村、白藤口村、北臧家疃村、西枣行村、东枣行村、西孙家夼村、陡山村、湾儿口村、白石埠村、叶家庄村、褚家疃村、北汪家疃村、台子村、小埠顶村、刘家疃村、全家屯村、视家楼村、北阎家庄村、北李家疃村、周家疃村、杨家疃村、于家店村、南臧家疃村、西马山村和南汪家疃村。

## 人口
2010年中国第六次人口普查时，柏林庄街道共有人口32734人。共有家庭9003户，平均每户3.14人。14岁以下的少年儿童共3908人，占总人口11.93%；15-64岁人口共25118人，占总人口76.73%；65岁及以上的老年人共3708人，占总人口的11.32%。男性共计16829人，占总人口51.41%；女性共计15905，占总人口48.58%。本地居住的人口中，拥有本地户籍的人口为26653人，占81.42%。